# توماس دوين
توماس دوين (بالإنجليزية: Thomas Duane)‏ هو سياسي أمريكي، ولد في 30 يناير 1955. حزبياً، نشط في الحزب الديمقراطي. وقد انتخب عضو مجلس ولاية نيويورك.

## وصلات خارجية
- الموقع الرسمي